# Scheletro topologico
Nell'Analisi di forme, lo scheletro topologico di una forma è una versione dimagrita di quella forma che è equidistante dai suoi confini.
Lo scheletro di solito enfatizza le proprietà geometriche e topologiche della forma, come la connettività, la topologia, la lunghezza, la direzione e l'ampiezza.
Insieme alla distanza dei suoi punti, ai confini della forma, lo scheletro può anche servire come rappresentazione della forma (contengono tutte le informazioni necessarie per ricostituire la forma).
Gli scheletri hanno differenti definizioni matematiche nella letteratura tecnica, e ci sono diversi algoritmi per calcolarli.
Si trovano Scheletri diritti, scheletri morfologici, e scheletri influenzati dalla zona (conosciuti anche come diagramma di Voronoi).
Gli scheletri topologici hanno diverse applicazione nella Computer vision, Analisi delle immagini, Elaborazione digitale delle immagini, tra cui optical character recognition, riconoscimento d'impronte), pattern recognition, compressione di immagini binarie e piegamento di proteine.